# Järna, Gryt

Järna är en gård och före detta säteri i Gryts socken, Gnesta kommun.
Järna omtalas i skriftliga handlingar första gången 1383. Den beskrivs som sätesgård på 1530-talet men lades i slutet av 1600-talet under Ånhammar, istället uppfördes här arbetarbostället Gatstugan. Under början av 1900-talet återtogs det gamla namnet på bebyggelsen. Idag finns på platsen ett äldre bostadshus från 1700-talet samt ett nyare hus från 1907 uppfört åt godsförvaltaren på Ånhammar. En äldre ekonomibyggnad härstammar från mitten av 1800-tale,t men den yngre är från 1895.